# Kim Peek
Kim Peek (ur. 11 listopada 1951 w Salt Lake City w stanie Utah, zm. 19 grudnia 2009 tamże) – amerykański sawant, obdarzony ponadprzeciętnymi umiejętnościami.
Mimo całościowych zaburzeń rozwoju znał na pamięć 12 000 książek. Czytał dwie strony jednocześnie, jedną jednym okiem, a drugą drugim i zapamiętywał wszystko. Potrafił wymienić nazwy wszystkich miast, autostrad przechodzących przez każde amerykańskie miasto, miasteczko i okręg – a także wszystkie numery kierunkowe, kody pocztowe oraz przypisane do nich sieci telekomunikacyjne i telewizyjne. Znał historię każdego kraju, każdego władcy, jego daty panowania oraz małżonka. Na podstawie podanej daty urodzenia, w ciągu kilku sekund obliczał dzień tygodnia, w którym dana osoba skończy 65 lat. Rozpoznawał ze słuchu większość utworów muzycznych, podając jednocześnie datę i miejsce ich powstania oraz datę urodzenia i śmierci kompozytora. Był jednym z „geniuszy” opisywanych przez psychiatrę Darolda Trefferta m.in. w książce Islands of Genius: The Bountiful Mind of the Autistic, Acquired and Sudden Savant.
Postać Kima Peeka posłużyła w 1988 twórcom filmu Rain Man jako pierwowzór postaci Raymonda Babbita, którą odgrywał Dustin Hoffman.
Zmarł na atak serca.